# 吉塔·普納瑪
吉塔·普納瑪（1985年10月29日—2023年2月25日）是印度尼西亞詩人和講師。

## 個人生平
1985年10月29日，吉塔·普納瑪在印度尼西亞丹帕沙出生。2008年，他獲得烏達雅納大學學士學位，其專業為峇里語語言文學專業。隨後，他繼續就讀烏達雅納大學研究所，攻讀文學和語言學專業。2016年，他因為推動峇里語現代文學發展的貢獻，獲得該年度蘭奇奇文學獎。而從初級中學開始，他在多處發表多部詩集、散文和短篇小說，並在北蘇門答臘大學文化科學學院等處擔任峇里語講師。
吉塔·普納瑪還是峇里語維基媒體社群的創始人之一，並希望藉由維基媒體計劃保護峇里島語言、文字和文化。他和妻子卡瑪·西拉瓦提共同推動「WikiLontar」計劃，在資源稀少的情況下，嘗試把峇里島的古代手稿加以數位化。這項計劃還進一步促成「維基文庫愛手稿」（Wikisource Loves Manuscripts）計劃，得以藉由機構和技術支持，在印度尼西亞其他地區推動相似的工作。